# Lista das principais construções de Victor Horta
Victor Horta foi um arquiteto belga que projetou importantes obras em Bruxelas, no estilo Art Nouveau.
Algumas destas obras foram inscritas no Patrimônio Mundial da UNESCO, em 2000.
São elas:
- Casa Tassel
- Casa Solvay
- Casa van Eetvelde
- Casa e atelier de Victor Horta